# Heinrich Rehm
Heinrich Simon Ludwig Friedrich Felix Rehm (ur. 20 października 1828 w Ederheim, zm. 1 kwietnia 1916) – niemiecki botanik, mikolog i lichenolog.
Na jego cześć nazwano gatunki:
- Inula rehmii Merxm.
- Citrullus rehmii De Winter
- Erica rehmii Dulfer
- Monsonia rehmii Suess. & Karl
- Wormskioldia rehmii Suess.